# Цевенская конвенция
Цевенская конвенция (англ. Convention of Klosterzeven) — соглашение о перемирии, подписанное 8 сентября 1757 года в городке Цевен (нем. Zeven, ныне федеральная земля Нижняя Саксония) герцогом Камберлендским, сыном английского короля Георга II и командующим Обсервационной армией, и 10 сентября 1757 года герцогом Ришельё, французским главнокомандующим. Известна также, как Договор монастыря Цевен (нем. Vertrag von Kloster Zeven) (у С. М. Соловьёва — Клостерсевенское соглашение): переговоры проходили в бывшем монастыре бенедиктинок, построенном в 1141 году. Последняя монахиня умерла ещё в 1698 году; начиная с XVIII века здание использовалось для административных нужд.

## Предыстория
Потерпев неудачу в сражении при Хастенбеке, герцог Камберлендский был заперт французами в районе Штаде и отрезан от сообщения с Гамбургом и Бременом. При посредничестве Дании, он был вынужден начать с французами переговоры о перемирии.

## Условия договора
По условиям договора курфюршество Ганновер — в персональной унии с Великобританией — выходило из войны с Австрией и Францией, объявляя нейтралитет, и соглашалось на оккупацию его территории французами. Ганноверским войскам дозволялось оставаться в Штаде, войска других союзников Пруссии, собранные в Обсервационной армии, подлежали немедленному роспуску.

## Последствия
Неясно, что заставило герцога Камберлендского, имевшего славу отважного полководца, согласиться на такие унизительные условия. Подписанное им соглашение не только отдавало Ганновер французам, но и открывало тем дорогу на Берлин, одновременно лишая Пруссию её последних союзников. Для Фридриха ситуация в этот момент была очень напряжённой: от признания или непризнания Цевенской конвенции английским королём Георгом II зависела, в конечном итоге, судьба всей войны. 30 сентября пришло долгожданное известие из Лондона: Георг не признаёт подписанного сыном соглашения и снимает его с поста главнокомандующего. Новым главнокомандующим союзной армией был назначен, по согласованию с Фридрихом, принц Брауншвейгский, брат брауншвейгского герцога Карла и прусский генерал, немедленно принявшийся за организацию армии и разорвавший перемирие с французами. В конце ноября принцу Брауншвейгскому удалось, во главе 30 тысячной армии, освободить от французов Люнебург и Харбург (штаб-квартира французской армии находилась в то время в Ганновере). Весной следующего года был подписан договор о субсидиях между Англией и Пруссией, Фридрих получал ежегодно 4 миллиона талеров английских субсидий, обязывался одновременно усилить союзную армию 20 тысячами прусских солдат.